# Dolores (Eastern Samar)
Dolores è una municipalità di quarta classe delle Filippine, situata nella Provincia di Eastern Samar, nella Regione del Visayas Orientale.
Dolores è formata da 46 baranggay:
- Aroganga
- Barangay 1 (Pob.)
- Barangay 2 (Pob.)
- Barangay 3 (Pob.)
- Barangay 4 (Pob.)
- Barangay 5 (Pob.)
- Barangay 6 (Pob.)
- Barangay 7 (Pob.)
- Barangay 8 (Pob.)
- Barangay 9 (Pob.)
- Barangay 10 (Pob.)
- Barangay 11 (Pob.)
- Barangay 12 (Pob.)
- Barangay 13 (Pob.)
- Barangay 14 (Pob.)
- Barangay 15 (Pob.)

- Bonghon
- Buenavista
- Cabago-an
- Caglao-an
- Cagtabon
- Dampigan
- Dapdap
- Del Pilar
- Denigpian
- Gap-ang
- Japitan
- Jicontol
- Hilabaan
- Hinolaso
- Libertad

- Magongbong
- Magsaysay
- Malaintos
- Malobago
- Osmeña
- Rizal
- San Isidro (Malabag)
- San Pascual
- San Roque
- San Vicente
- Santa Cruz
- Santo Niño
- Tanauan
- Tikling
- Villahermosa